# Конрадово (Вармінсько-Мазурське воєводство)
Конрадово (пол. Konradowo, нім. Waltersmühl) — село в Польщі, у гміні Свьонтки Ольштинського повіту Вармінсько-Мазурського воєводства.
Населення — 159 осіб (2011).
У 1975-1998 роках село належало до Ольштинського воєводства.

## Демографія
Демографічна структура станом на 31 березня 2011 року:
|          | Загалом | Допрацездатний вік | Працездатний вік | Постпрацездатний вік |
| -------- | ------- | ------------------ | ---------------- | -------------------- |
| Чоловіки | 87      | 27                 | 54               | 6                    |
| Жінки    | 72      | 12                 | 46               | 14                   |
| Разом    | 159     | 39                 | 100              | 20                   |